# Gunung Seudung
Gunung Seudung är ett berg i Indonesien.   Det ligger i provinsen Aceh, i den västra delen av landet, 1 700 km nordväst om huvudstaden Jakarta. Toppen på Gunung Seudung är 477 meter över havet, eller 53 meter över den omgivande terrängen. Bredden vid basen är 0,33 km.
Terrängen runt Gunung Seudung är huvudsakligen kuperad. Runt Gunung Seudung är det ganska tätbefolkat, med 116 invånare per kvadratkilometer. I omgivningarna runt Gunung Seudung växer i huvudsak städsegrön lövskog.